# Szentgyörgy vára (Horvátország)
Szentgyörgy vára (horvátul: Stari grad Đurđevac) egy vár Horvátországban, a Kapronca-Kőrös megyei Szentgyörgyvár területén.

## Fekvése
A település belterületének északi szélén található a nyolcszögű, belsőudvaros épület, melynek délnyugati oldalához négyszögletes tornyot építettek.

## Története
A várat 1378 előtt az Ákos nembeli Mikcs bán fia, Mikcsfi István emeltette, aki a Luxemburgi Zsigmond és Nápolyi László közötti trónharcokban utóbbi mellett állt. Miután a Dráva átkelőhelyénél rajta akart ütni Zsigmond seregén a királyi sereg a várat megostromolta és elfoglalta. Mikcsfi még az ostrom alatt megszökött és Boszniába menekült. 1426-ban a király mégis visszaadta fiának Miklósnak, azonban ennek lázadása után a király sógora Cillei Hermann gróf erővel elfoglalta. Ezután Zsigmond Tallóczi Matkó horvát bánnak adta el. A bán halála után a Cilleiek hadvezére Vitovecz János újra elfoglalta. Tőle azonban már a következő évben elvette Hunyadi János és átadta unokaöccsének Székely Jakabnak. Ezután a Cilleiek újból fegyverrel támadtak rá Szentgyörgyre és meg is tartották 1456-ig, amikor Cillei Ulrik nándorfehérvári meggyilkolásával kihalt a Cillei család. 
Ulrik gróf özvegye Brankovics Katalin ezután a várat hű emberének a cseh származású Vitovecz Jánosnak adta el, de ezt Mátyás király érvénytelenítette és a birtokot kincstartójára, Ernuszt Jánosra ruházta át. 1540-ben Ernuszt Gáspár halálával kihalt az Ernuszt család. Ekkor rokoni kapcsolata révén Keglevich Péter horvát bán szerezte meg, azonban a király ezt nem ismerte el. Miután a várat önként nem adta át 1546-ban Zrínyi Miklós a király nevében elfogta és Bécsbe küldte. Ezután Szentgyörgy királyi vár volt, melyet a közeledő török veszély hatására 1549-től Székely Lukács várkapitány irányításával teljesen újjáépítettek és megerősítettek. Ekkor épült fel a külső vár. 
Miután Ulama pozsegai szandzsákbég serege 1552-ben elfoglalta Verőcét, Szentgyörgy vára lett a végvári rendszer legelőretoltabb erőssége. A vár egész környéke elnéptelenedett, csak maga a vár állt ellen a török támadásainak. A hagyomány szerint miután a védők kifogytak az élelemből utolsó csirkéiket cselből a törökre lőtték ki, akik látva a védők ilyen bőségét elvonultak a vár alól. Ettől fogva a szentgyörgyieket csak csirkéseknek (azaz horvátul picoki-aknak) nevezték. Ezt követően a király költségén a várat tovább erősítették. 1746-ban a katonai határőrvidék felállításával az 5. határőrvidéki gyalogezred, majd később a 6. szentgyörgyi gyalogezred székhelye lett. 
A külső várat a 19. században bontották le, majd a határőrvidék 1871-es megszüntetése után a katonaság a belső várat is elhagyta. 1892 és 1909 között leánynevelő intézet működött benne, melyet az irgalmas nővérek vezettek. Ezután 20 évig megint laktanya volt. A két világháború között különféle emberek és társaságok használták értekezletekre és rendezvényekre, valamint a helyi kézművesek műhelyei voltak benne. Egy évig (1928) még általános iskola is volt. A második világháború után 1967-ben egy asztalos és kosárfonó szövetkezet működött benne, majd irodák, a Nemzeti Egyetem, különféle társaságok és egy rádió is működött itt. 1984-ig az épületben keletkezett károkat alkalmanként kijavították,
majd a régészeti és természetvédelmi kutatások alapján alapos helyreállításra került sor.

## A vár mai állapota
Ma a földszinten étterem, kocsma és esküvői terem, az emeleten pedig galéria és múzeum, valamint a rádióállomás található. 1997-ben a tetőtérben is galériát alakítottak ki. Ma négy galériának ad helyet, melyek közül a legismertebb Ivan Lacković Croata naiv festőművész és műgyűjtő képtára. Mintegy ezer négyzetméteren kétszáz 20. századi művész több mint ezer képe látható itt, melyeket a mester a városnak ajándékozott.